# Quadro de medalhas dos Jogos Olímpicos de Inverno de 1960
Este é o quadro de medalhas dos Jogos Olímpicos de Inverno de 1960, realizados em Squaw Valley, Estados Unidos. O ordenamento é feito pelo número de medalhas de ouro, estando as medalhas de prata e bronze como critérios de desempate em caso de países com o mesmo número de ouros. Se, após esse critério, os países continuarem empatados, posicionamento igual é dado e eles são listados alfabeticamente. Este é o sistema utilizado pelo Comitê Olímpico Internacional.
| Ordem | País                   | Medalha de ouro | Medalha de prata | Medalha de bronze |    |
| ----- | ---------------------- | --------------- | ---------------- | ----------------- | -- |
| 1     | URS União Soviética    | 7               | 5                | 9                 | 21 |
| 2     | EUA Equipe Alemã Unida | 4               | 3                | 1                 | 8  |
| 3     | USA Estados Unidos     | 3               | 4                | 3                 | 10 |
| 4     | NOR Noruega            | 3               | 3                |                   | 6  |
| 5     | SWE Suécia             | 3               | 2                | 2                 | 7  |
| 6     | FIN Finlândia          | 2               | 3                | 3                 | 8  |
| 7     | CAN Canadá             | 2               | 1                | 1                 | 4  |
| 8     | SUI Suíça              | 2               |                  |                   | 2  |
| 9     | AUT Áustria            | 1               | 2                | 3                 | 6  |
| 10    | FRA França             | 1               |                  | 2                 | 3  |
| 11    | NED Países Baixos      |                 | 1                | 1                 | 2  |
| 11    | POL Polônia            |                 | 1                | 1                 | 2  |
| 13    | TCH Checoslováquia     |                 | 1                |                   | 1  |
| 14    | ITA Itália             |                 |                  | 1                 | 1  |
| TOTAL | TOTAL                  | 28              | 26               | 27                | 81 |

## Referência
- Quadro de medalhas - Squaw Valley 1960, página do Comitê Olímpico Internacional